# Wielkie kino
Wielkie kino (ang. Epic Movie) – amerykański film z 2007 roku. Jego reżyserami byli Jason Friedberg i Aaron Seltzer, którzy wyreżyserowali także Komedię romantyczną i filmy z serii Straszny film.

## Fabuła
Film opowiada o czwórce sierot: Łucji, Edwardzie, Zuzannie i Piotrze, którzy nie wiedzą o tym, że są ze sobą spokrewnieni. Spotykają się w fabryce czekolady Willy’ego Wonki, gdzie Willy chce ich przerobić na słodycze. Sieroty natychmiast uciekają do szafy, poprzez którą trafiają do krainy, zwanej Gnarnią (Gnarnia jest parodią Narnii). Kraina została opanowana przez Białą Ladacznicę, która chce użyć przeciw niej radioaktywnej broni. Dzieci muszą uratować krainę, a w międzyczasie spotkają m.in. czarodziejów rodem z Harry’ego Pottera, postacie z Opowieści z Narnii, kapitana Jacka Szparę (odpowiednik Jacka Sparrowa z filmu Piraci z Karaibów) i wiele innych postaci.

## Parodie

### Filmy
- Aniołki Charliego
- Batman: Początek – scena gdy Zuzanna, Łucja i Piotr idą do obozu Aslana drogowskaz wskazuje drogę do Gotham City
- Borat: Podpatrzone w Ameryce, aby Kazachstan rósł w siłę, a ludzie żyli dostatniej – scena w obozie Aslana i końcowa scena filmu
- Casino Royale
- Charlie i fabryka czekolady – scena gdy czwórka sierot przychodzi do fabryki Willy’ego
- Człowiek z blizną – film w telewizorach podczas parodii MTV Cribs
- Gwiezdne wojny – scena gdy pan Bóbr mówi „Niech moc będzie z tobą”, Wookiee znajdujący się w obozie Aslana i klony podczas końcowej walki
- Harry Potter – scena w szkole magii
- Jackass: Numer dwa – scena w fabryce Willy’ego gdy od czterech sierot pobierane są organy
- Klik: I robisz, co chcesz – scena podczas końcowej walki gdy Piotr znalazł pilot
- Kod da Vinci – otwierająca film scena, późniejsza scena w domu pana Tummnusa z Ostatnią Wieczerzą i liczne sceny z czarnym charakterem Silasem
- Legalna blondynka
- Mission: Impossible III – scena, gdy Łucja otrzymuje od pana Tummnusa wiadomość w aparacie
- Monty Python i Święty Graal
- Mortal Kombat – scena walki Silasa z Aslanem
- Nacho Libre – scena z Edwardem w meksykańskim klasztorze i końcowa walka, gdy Edward zakłada maskę i rzuca się na jednego z walczących
- Opowieści z Narnii: Lew, czarownica i stara szafa – główna parodia
- Piraci z Karaibów: Klątwa Czarnej Perły – scena, gdy kapitan Swallows wydostaje Edwarda z więzienia
- Piraci z Karaibów: Skrzynia umarlaka – scena na statku, scena podczas bitwy, gdy kapitan Swallows „przyjeżdża” na kole i końcowa scena filmu
- Superman: Powrót – scena, gdy Piotr wyobraża sobie siebie samego jako superbohatera
- Szybcy i wściekli: Tokio Drift – scena, gdy Biała Suka jedzie swoimi saniami
- Węże w samolocie – scena z Zuzanną w samolocie do Namibii
- X-Men: Ostatni bastion – scena z Piotrem w akademii mutantów i scena, gdy X-Meni przychodzą do obozu Aslana aby powiedzieć czwórce sierot, że ich nie opuszczą

### Seriale
- Laguna Beach – scena gdy Zuzanna, Łucja i Piotr idą do obozu Aslana drogowskaz wskazuje drogę do Laguna Beach

### Programy telewizyjne
- MTV Cribs – scena gdy pan Tummnus pokazuje Łucji swój dom
- MTV Wkręca – scena z Edwardem w zamku

### Postacie
- P. Diddy
- Paris Hilton
- Samuel L. Jackson
- 50 Cent

## Obsada

### Role pierwszoplanowe
- Kal Penn jako Edward Pervertski
- Adam Campbell jako Peter Pervertski
- Jayma Mays jako Lucy Pervertski
- Faune Chambers jako Susan Pervertski
- Jennifer Coolidge jako Biała Suka, królowa Gnarnii.

### Postacie drugo- i trzecioplanowe
- Tony Cox jako Bink
- Katt Williams jako Harry Bóbr vel. „Gadający Bóbr”
- Héctor Jiménez jako Tumnus
- Kevin McDonald jako Harry Potter
- Crista Flanagan jako Hermiona Granger
- George Alvarez jako Ron Weasley
- Darrell Hammond jako Jack Szpara
- Fred Willard jako Aslo (parodia Aslana)
- Carmen Electra jako Mystique
- Danny Jacobs jako Borat

## Odbiór
Film otrzymał głównie bardzo negatywne oceny. Został również sklasyfikowany na liście Bottom 100 w serwisie IMDb. Serwis Rotten Tomatoes przyznał mu wynik 2%.